# Famille de Grenier de Lassagne
Pour les articles homonymes, voir Familles Grenier.
La famille de Grenier de Lassagne est une famille subsistante de la noblesse française, originaire du bas-Limousin puis établie dans le Quercy.
Cette famille de gentilshommes verriers fut maintenue de noblesse d'extraction en 1666.

## Histoire
Dans un article publié dans le Bulletin philologique et historique jusqu'à 1610, l'historien Ferdinand Pressouyre fait l'hypothèse que la famille de Grenier, gentilshommes verriers, soit issue de la famille de Grenier de Laborie, dont la filiation est suivie depuis 1252. À ce sujet J. Eusèbe Bombal écrit en 1883 dans le Bulletin de la Société scientifique, historique et archéologique de la Corrèze : « Une famille de gentilshommes verriers du nom de Grenier alliée aux Riols et aux de Colomb a exploité sur les deux versants de la Cère. Elle parait être issue des Grenier de Laborie mais je n'en ai pas de preuve certaine ». Enfin, dans son ouvrage sur l'armorial quercynois, Louis Esquieu décrit cette famille comme des gentilshommes verriers possédant au XVIe siècle les seigneuries de Lassagne, Raisins, Laborie et Comiac dans le Quercy, reliant ainsi les différentes branches à celle de Laborie.
La filiation suivie de la famille de Grenier de Lassagne ne remonte pas au-delà de Pierre de Grenier, trouvé en 1562. Celle des autres branches de la famille de Grenier se rattache à Peyre de Granier, vivant en 1490. L'hypothèse que ces rameaux soient issus des Grenier de Laborie n'est donc pas prouvée, malgré la probabilité évoquée par J. Eusèbe Bombal.
Les plus anciens gentilshommes verriers de ces branches dont on ait une trace, hors filiation suivie, sont Gilles Garnier ou Granier, qui exerçait en 1434 à la verrerie del Thoron, paroisse de Sommard dans le Tarn, Baptiste Garnier, qui exerçait en 1466 à Laguépie, Bertrand Garnier était en 1452 à la verrerie de Cabanes (commune de Saint-Beauzile, Tarn), et, à la verrerie du Bonan (canton de Vaour), Arnal Granier peu avant 1473 ainsi qu'Antoine Garnier, « Commandayre de la dite verrerie du Bonan » en 1473.
Les Grenier de Lassagne ont exercé leur activité de verriers à la verrerie de la Bontat, paroisse de Camps, et la branche ainée après 1653 à Verreries-de-Moussans à la limite de l'Hérault et du Tarn, et dans la forêt de Grésigne.
La famille de Grenier de Lassagne est maintenue noble d'extraction en 1666,.

## Filiation
Ci-dessous une généalogie simplifiée de la famille de Grenier :
- Pierre de Grenier, domicilié à la verrerie de La Bontat, à Camps (Corrèze), mort à Nègrevergne, paroisse de Saint-Mathurin-Léobazel, qui s'est marié le 6 mars 1552 à Marguerite, dite Mirgue de Vaux, dont deux fils : 
  - Jean de Grenier, marié en 1585 à Riquette de Grenier[8],
  - Antoine, marié le 11 février 1563 à Saint-Mathurin avec Catherine ou Marthe de Colomb , originaire de Siran[9]. Leur fils Antoine de Grenier, gentilhomme verrier, marié à Marie de Clavières, qui a donné la branche des Grenier de Raisins[9],[12]. Leur fils Jean de Grenier, seigneur de Raisins, des Verrières-Basses de Moussans, a épousé le 11 février 1652 Isabeau de Robert[9], établi à Verreries-de-Moussans[5]. En 1660, un Armand de Grenier, sieur de Raisins, marié à Marie de Maleville, travaille à Moussans[5]. Il est fixé vers cette époque à la verrerie de la Bontat paroisse de Camps[8] et il a laissé deux fils, David et Gabriel : 
    - David de Grenier, gentilhomme verrier, marié le 1er novembre 1630 à Rouziers en Haute-Auvergne qui a donné la branche des Grenier de Lassagne établie dans le Quercy puis dans le Rouergue[8]; C'est son fils :
      - Antoine de Grenier, né à Cajarc[8], qui porte le premier le nom de sieur de Lassagne. De son mariage en 1692 avec Françoise Célarié, il laisse au moins un fils François-Sylvestre de Grenier, marié le 12 aût 1721 avec Claire de Raynaud, qui lui donne deux fils et quatre filles, dont: Antoine-Blaise de Grenier de Lassagne[8] dont descendent les membres de la famille subsistante.

    - Gabriel de Grenier, sieur de La Bontat, marié le 22 octobre 1618 à Comiac avec Jeanne de Plaignes, fille de Jean, et de Jeanne du Crozet de Bellestat, qui lui donne huit enfants et une descendance éteinte au début du XVIIIe siècle.

Lassagne est le nom d'une terre de la forêt de Grésigne, où Antoine de Grenier s'est sans doute fixé.

## Branches
Différents auteurs relient la famille de Grenier de Lassagne, dont le nom s'est orthographié au fil du temps Grenier ou Granier, avec les autres familles de gentilshommes verriers de même nom,,, et que l'on trouve en Rouergue, Armagnac, Quercy, Foix, Comminges, Bretagne, et Angleterre. Il s'agit d'un consensus accepté unanimement par les auteurs, fondé sur l'homonymie, l'appartenance à une même classe socio-professionnelle (nobles et verriers) et de la proximité géographique des auteurs des diverses lignées[réf. nécessaire]. En outre, comme décrite ci-dessous, la similitude des armoiries des différentes branches à l'exception des Lassagne, plaide en faveur d'une origine commune : la grenade est en effet un élément y apparaissant systématiquement. Dans son ouvrage Les Vieux noms de la France méridionale, Delcer de Puymège relie également les Grenier de Laborie, supposés être la famille originelle de ces différentes branches, à ces dernières, dont le foyer d'origine serait le Quercy.
Noble Peyre de Granier, vivant en 1490, était verrier à Fabas au début du XVIe siècle ; sa femme était Andrée Despoix ou des Pouys ; ses fils Jean, Antoine et Naudet fondèrent trois branches :
- de l'aîné, Jean, descendent des verriers fixés à Périlhou près de Gabre, dont ils portent le nom ; ils se marient dans les familles de Suère et de Grenier ; ils portent aussi le nom de Leschard qu'ils partagent avec les Robert (de là descendent les Grenier-Latour et les Grenier-Fajal)[19] ;
- du second, Naudet, descendent les Grenier de Castagnet, de Bernoye, de Hauteserre et de Fonblanque. La branche de Cassagnac se rattache à la branche de Hauteserre[19] ;
- du troisième fils, Antoine, descendent les Grenier de Montbaillet[19].

Parmi ces branches subsistent actuellement :
- Grenier de Cardenal, dont le point de jonction n'a pu être établi[20]. Contrairement à diverses branches, elle ne fit pas l'objet d'une maintenue de noblesse[21] ;
- Granier de Cassagnac (de) (Armagnac), maintenue noble en 1668[11] ;
- Grenier de Fonblanque (de) (Languedoc), maintenue noble en 1668[22], émigrée en Angleterre en 1740[23] ;
- Grenier de Latour (de) (Foix)[18], maintenue noble en 1753[17]. En octobre 1753, Pierre de Grenier, sieur de la Tour fut, comme tous les gentilshommes verriers de la région, assigné à comparaître à l'assemblée générale de Sommières pour produire ses titres de noblesse et délibérer sur le règlement des verreries nobles[24] ;
- Granier de Lilliac (de) (Foix), maintenue noble en 1668[11].

### Armes des différentes branches
Ces différentes branches portent les armes suivantes :
- Grenier de Cardenal (de) : « D'azur à une grenade d'argent entr'ouverte d'or, la tige en bas ».
- Granier de Cassagnac (de) et Grenier de Latour (de) : « Parti : au 1, de gueules à trois grenades versées d'or, ouvertes du champ ; au 2, d'azur au croissant d'argent ».
- Grenier de Fonblanque (de) : « Coupé : au 1, de gueules à trois grenades d'argent ; au 2 , d'azur à un croissant aussi d'argent ».
- Grenier de Lassagne (de) : « D'azur à une bande d'argent, chargée de trois étoiles de gueules, accompagnée en chef d'une vigne fruitée au naturel, et en pointe d'un lévrier de sable »[11].
- Granier de Lilliac (de) : « D'argent à trois grenades au naturel, tigées et feuillées de sinople ».

## Alliances
La famille de Grenier de Lassagne s'est alliée plusieurs fois avec d'autres familles de gentilshommes verriers de la région : de Robert (1535, 1555, 1709, 1743), de Colomb (1583, 1720), de Boissieux (1630), puis avec d'autres familles du Rouergue et d'Auvergne : de Plaignes (1618), de Maleville (1660), de Martrin (1665), d'Escaffre (1740), Delpech de La Grèze (1748), d'Arribat (1803), Delpuech (1834), Baduel d'Oustrac (1867), Forget (1902), de Barrau (1927), Péchaud de Ferval (1929), Pellissier de Féligonde de Léotoing d'Anjony.